# Pierwszy stan (mormonizm)
Pierwszy stan (ang. first estate) – wyrażenie używane w teologii ruchu świętych w dniach ostatnich (mormonów).
Kościół Jezusa Chrystusa Świętych w Dniach Ostatnich naucza, że odnosi się ono do nieokreślonego okresu czasu znanego również jako życie przedśmiertne. Opierając się na wersecie szóstym Listu Judy oraz na Księdze Abrahama wskazuje, że pewne obdarzone inteligencją byty istniały w preegzystencji, zajmowały w niej znaczące miejsce, następnie zaś utraciły swą uprzywilejowaną pozycję w relacji z Bogiem.
Święci w dniach ostatnich wierzą, że rodzaj ludzki został zrodzony jako duchowe dzieci Boże. Każde z tak zrodzonych dzieci Bożych otrzymało własną unikalną osobowość oraz wolną wolę jeszcze przed narodzinami w ciele. Wykorzystując tę właśnie wolną wolę jedna trzecia duchów zbuntowała się przeciwko Bogu i podążyła za Lucyferem. Odrzuciła tym samym zaproponowany przez Boga plan zbawienia, który przywieść miał jego dzieci w ostateczności do wywyższenia poprzez zadość czyniącą ofiarę Jezusa Chrystusa. 
Zbuntowane duchy nie zachowały swego pierwszego stanu, zostały zatem wydalone z niebios oraz pozbawione możliwości posiadania śmiertelnego ciała. Pozostałe duchy okazały się wystarczająco wierne, otrzymując przywilej doświadczenia życia ziemskiego w śmiertelnym ciele oraz związanego z tym dalszego rozwoju.